# Große Laber
Die Große Laber (veraltete Schreibweise Große Laaber) ist ein 87,5 km langer rechter (südwestlicher) Nebenfluss der Donau in Bayern (Deutschland). In ihrem Verlauf überwindet sie einen Höhenunterschied von 170 Metern.
Die Große Laber ist ab der Einmündung des Lauterbachs westlich der Stadt Rottenburg an der Laaber bis zur Teilung der Großen Laber und der Hartlaber bei Haidenkofen ein Gewässer zweiter Ordnung. Im weiteren Verlauf bis zur Mündung ist sie ein Gewässer erster Ordnung.

## Name
Die erste schriftliche Erwähnung war um das Jahr 790 in Form von secus fluenta … Lapara.
Der Name Laber rührt höchstwahrscheinlich von „labara“ her, was in der Sprache der mitteleuropäischen Kelten so viel wie „die Schwatzende, Rauschende“ bedeutete. Albrecht Greule hält zudem noch eine andere Herleitung über indogermanisch *lab- für „schlaff herabhängen“ (vgl. altirisch lobur für „schwach“) für möglich und sieht im Benennungsmotiv das sehr schwache Gefälle des Flusses. Eine weitere Herkunft des Namens könnte auch auf den bairischen Begriff „lap“ (träge, langsam, faul) zurückgehen, dies in Bezug auf die langsame Strömung des Gewässers. Es gibt zahlreiche weitere Flüsse mit dem Namensbestandteil Laber: z. B. Weiße Laber, Schwarze Laber, Kleine Laber. 
Für eben diese Flüsse herrschte lange Jahre Uneinigkeit über die Schreibweise Laaber oder Laber, bis sich Sprachwissenschaftler 2002 einigten, den Namen aufgrund des keltischen Ursprungswortes mit nur einem "a" zu schreiben. Die alte Schreibweise findet sich aber noch in Ortsnamen wie Laaber oder Rottenburg an der Laaber.

## Verlauf

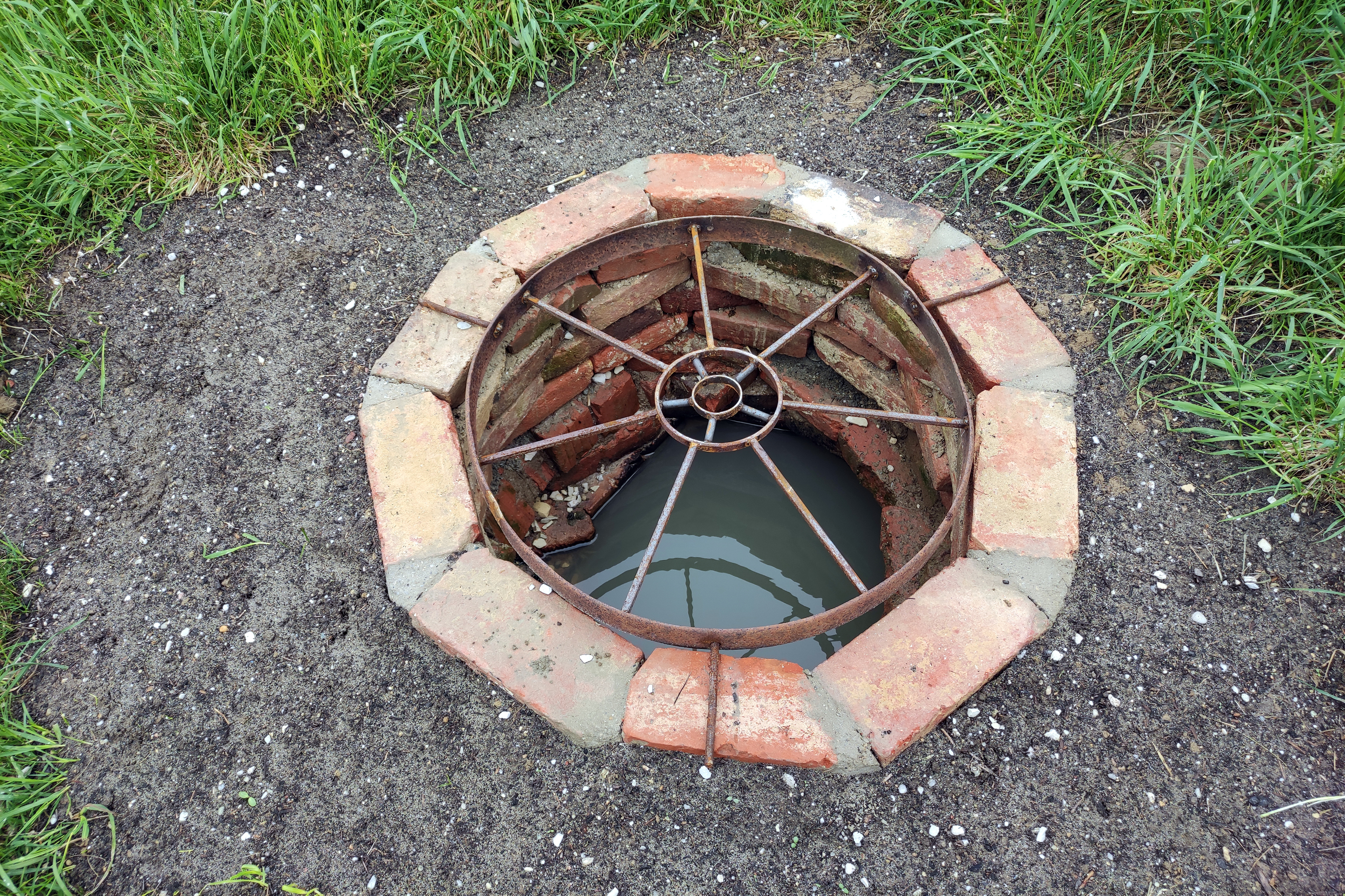
Quelle der Großen Laber bei Volkenschwand

Der Fluss entspringt im Landkreis Kelheim bei Volkenschwand im Hügelland der Hallertau. Von ihrer Quelle an, die sich auf etwa 485 m ü. NN befindet, fließt die Große Laber überwiegend in nordöstlicher Richtung. Nach wenigen Kilometern verlässt sie den Landkreis Kelheim und passiert im Landkreis Landshut unter anderem den Markt Pfeffenhausen und die Stadt Rottenburg an der Laaber. Ab Rottenburg fließt die Große Laber fast exakt nach Norden, tritt erneut in den Landkreis Kelheim ein und durchläuft die Gemeindegebiete von Rohr, Herrngiersdorf und Langquaid, wo sie nach Osten schwenkt. Nun verlässt der Fluss Niederbayern und passiert den Landkreis Regensburg in der Oberpfalz über die Gemeindegebiete von Schierling, Pfakofen, Aufhausen, Sünching und Mötzing. Kurz vor Sünching, bei Haidenkofen, wird die Hartlaber ausgeleitet, welche einige Kilometer nach Mötzing, bei Schönach, wieder auf die Große Laber trifft. Kurz vor der Mündung in die Donau tritt der Fluss wieder nach Niederbayern in den Landkreis Straubing-Bogen ein. Bei Wallmühle nahe Atting fließt die Kleine Laber zu. Die letzten rund drei Kilometer ihres Flusslaufs fließt die Große Laber parallel des Südufers der Donau, in deren Südarm sie an der Staustufe Straubing bei Straubing-Kagers mündet.
Der Verlauf von Großer und Kleiner Laber wurde im Zuge des Donauausbaus auf den heutigen Verlauf geändert. Ursprünglich mündete die Große Laber weiter westlich bei Obermotzing in der heutigen Gemeinde Aholfing getrennt von der Kleinen Laber in die Donau (⊙).

## Einzugsgebiet

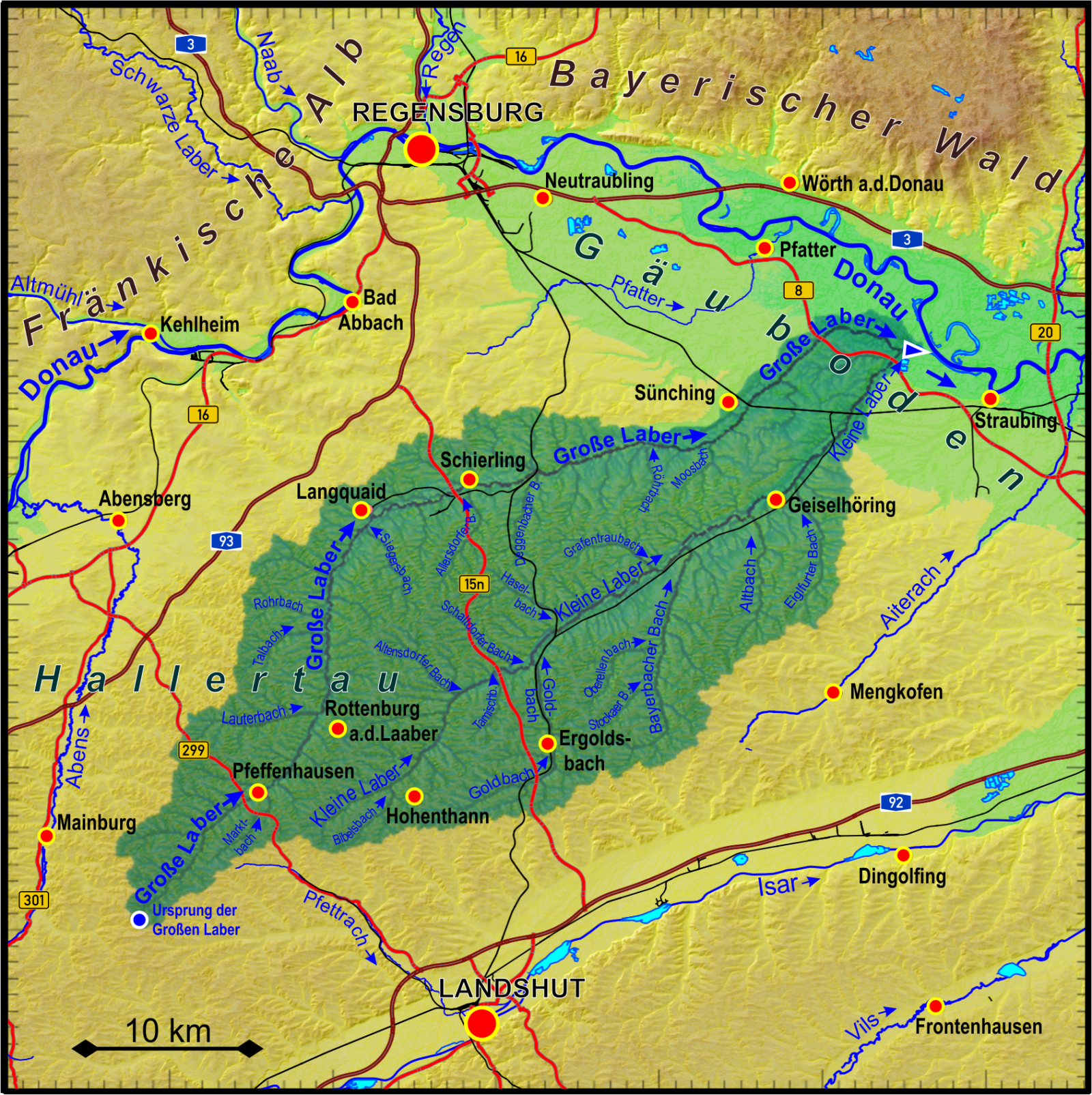
Einzugsgebiet der Großen Laber

Das 875 km² große Einzugsgebiet der Großen Laber liegt im Unterbayerischen Hügelland zwischen der Isar und der Donau und umfasst Teile der Hallertau im Westen und des Gäuboden im Nordosten. Erst durch die donauabwärtige Verlegung der Mündung der Großen Laber wurde die Kleine Laber zum Nebenfluss der Großen Laber, wodurch sich deren Einzugsgebiet flächenmäßig nahezu verdoppelt hat.

### Zuflüsse (Auswahl)
Zuflüsse von der Quelle zur Mündung:
- Heisinger Bach (links)
- Koppenwaller Bach (links)
- Marktbach (rechts)
- Hornbacher Bach (links)
- Rennbach (links)
- Aumerer Bach (rechts)
- Ramersdorfer Graben (rechts)
- Lauterbach (links)
- Raschbach (links)
- Talbach (links)
- Rohrbach (links)
- Altbach (rechts)
- Helchenbachgraben (links)
- Sinsbuchgraben (links)
- Siegersbach (rechts)
- Starzenbach (links)
- Deggenbacher Bach (rechts)
- Oberbach (rechts)
- Einhauser Graben (links)
- Hochwiesenbach (rechts)
- Augraben (rechts)
- Hartlaber (rechts)
- Saubründlgraben (rechts)
- Kleine Laber (rechts)